# Bulotartessus ambiguus
Bulotartessus ambiguus är en insektsart som beskrevs av Evans 1981. Bulotartessus ambiguus ingår i släktet Bulotartessus och familjen dvärgstritar. Inga underarter finns listade i Catalogue of Life.